# Excentrique (visserie)
Pour les articles homonymes, voir excentrique.

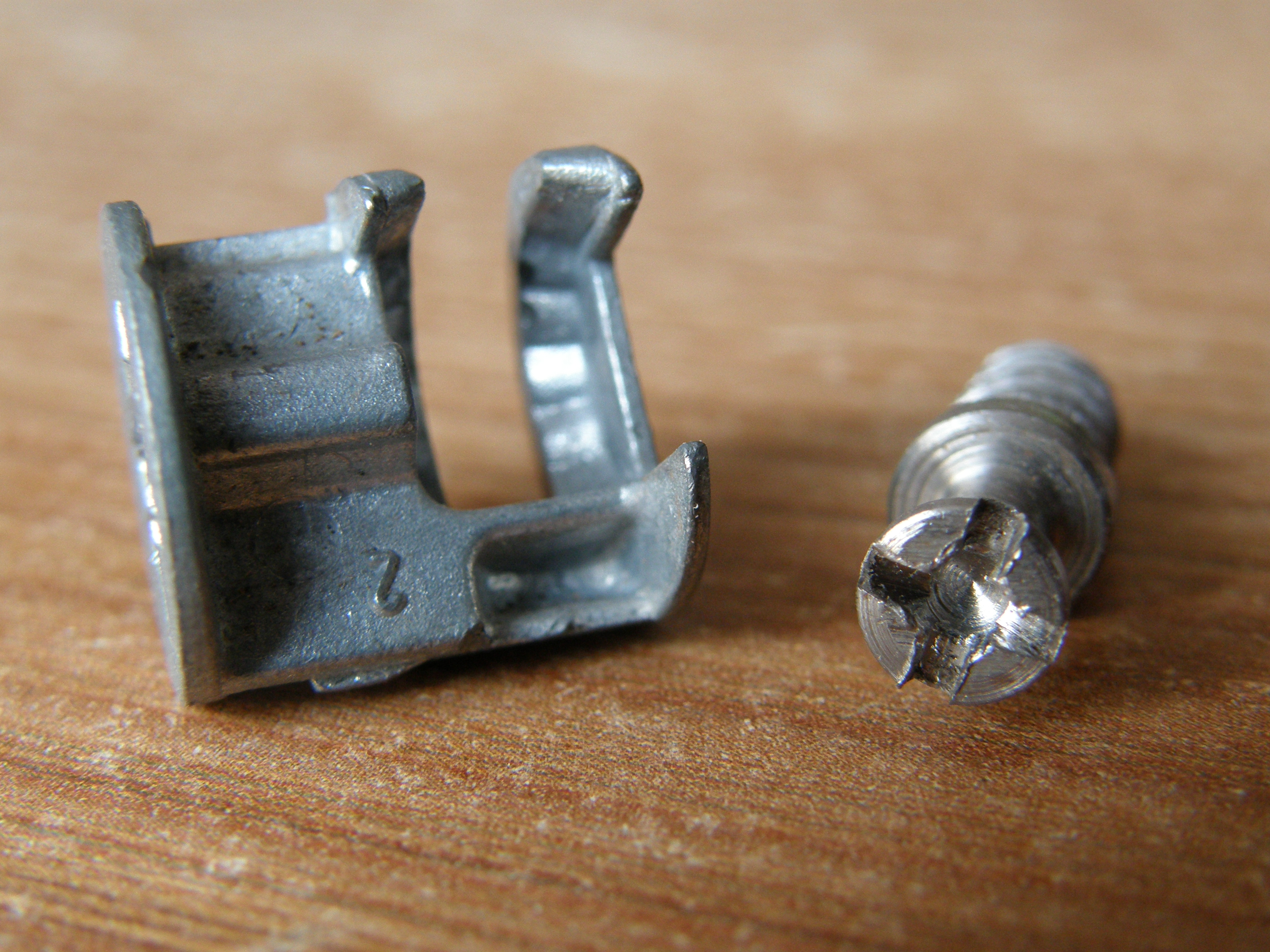
Excentrique à gauche, goujon à droite.

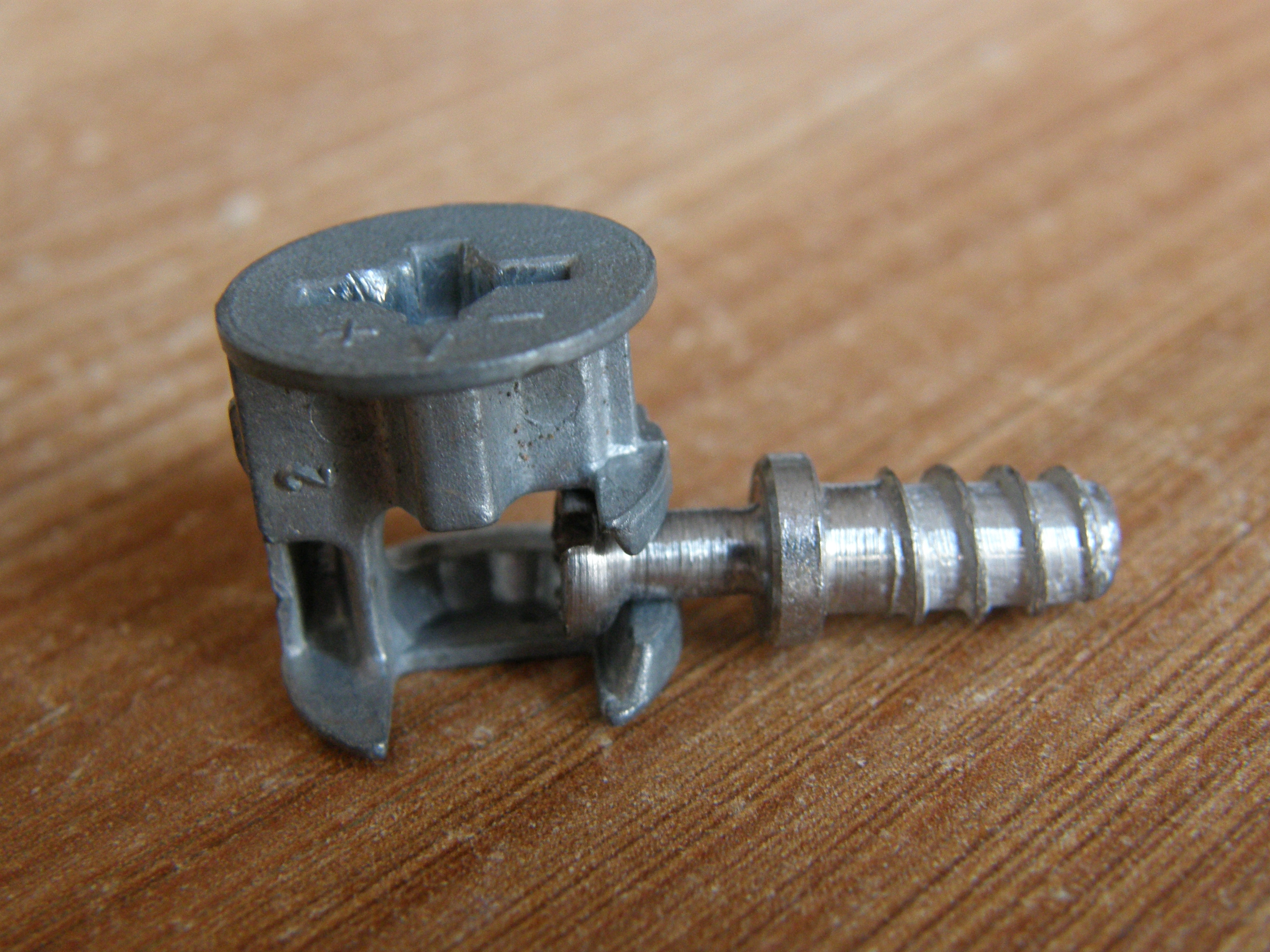
Le goujon est coincé dans l'excentrique après le vissage de celui-ci.

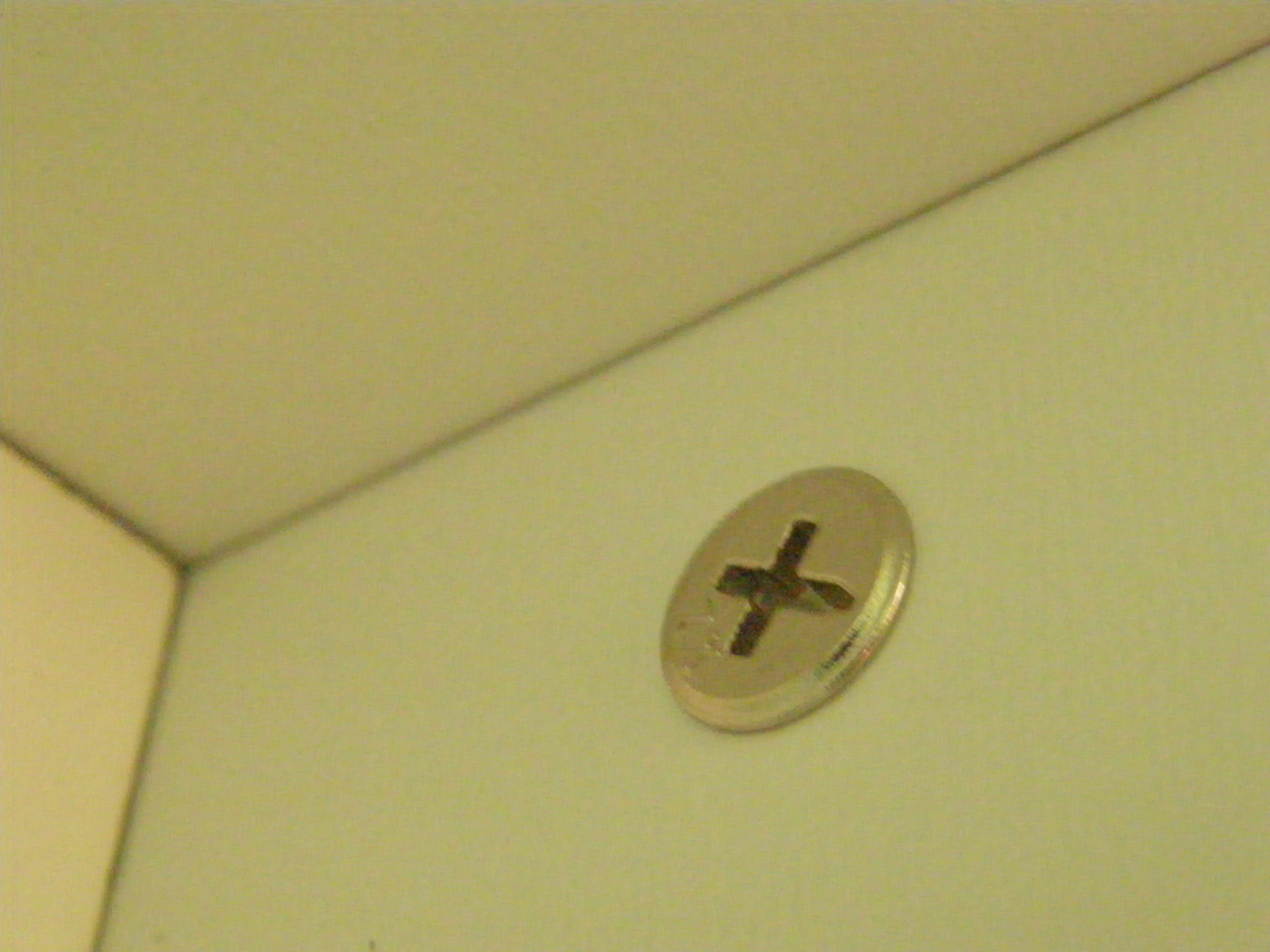
Excentrique après montage. On ne voit plus que la fente de l'excentrique, et le goujon est à l'intérieur des parois.

Un excentrique est un boulon creux par un pan duquel est fixé un goujon. Le couple goujon-excentrique est très utilisé dans les assemblages de meubles vendus en kit. 
On utilise également des boulons excentriques sur les automobiles pour régler généralement le carrossage du train de roue arrière. Ils permettent de tirer ou de pousser sur la roue.